# Шаан-Кая
Шаан-Кая или Нишан-Кая — это скала-останец главной гряды Крымских гор, расположенная над Алупкой. Объект спортивного скалолазания высоких категорий сложности.

## Описание
Варианты названий Нишан-Кая, Ишан-Кая, Шаан-Кая, Шанкая, переводятся как Соколиная гора.
Гора высотой 871 метр сложена перекристаллизированными верхнеюрскими известняками. Отколовшаяся от главной гряды Крымских гор в доисторические времена, за миллионы лет под действием гравитации скала сползла на 1.3 километра от основной скальной стенки Ай-Петринской яйлы. С севера Шаан-Кая относительно полога, однако южный склон представляет собой обрыв. Вершина горы возвышается над Алупкой.
Взобраться на неё без снаряжения можно по Шаанкайской тропе. Маршрут начинается от автобусной остановки «Питомник». Объект расположен на территории Ялтинского горно-лесного заповедника. Для его посещения нужно предварительно оформить разрешение.

## Скалолазание и альпинизм
Южная скальная стена Шаан-Каи — уникальная скалолазная локация. Её высота составляет 250 м, а уклон варьируется от 90 до 110°, в самой верхней части имеется нависание 120°. На скальной стенке проложены альпинистские маршруты категорий сложности 5Б-6Б.
Первопрохождение скальной стенки Шаан-Каи было совершено в период с 6 по 13 ноября 1966 года связкой Валерий Павлотос — Юрий Ганчев — Михаил Резниченко. Спортсмены провели на стене 6 ночёвок. О штурме вышел фильм Ю. Бурлакова.
В 2016 году Федерация скалолазания Республики Крым отмечала 50-летний юбилей первого штурма.

## Примечание
1. ↑  Этот географический объект расположен на территории Крымского полуострова, бо́льшая часть которого  является объектом территориальных разногласий между Россией, контролирующей спорную территорию, и Украиной, в пределах признанных большинством государств — членов ООН границ которой спорная территория находится. Согласно федеративному устройству России, на спорной территории Крыма располагаются субъекты Российской Федерации — Республика Крым и город федерального значения Севастополь. Согласно административному делению Украины, на спорной территории Крыма располагаются регионы Украины — Автономная Республика Крым и город со специальным статусом Севастополь.
2. 1 2 3  Ольга Бурачёнок. Шаан-Кая. Путь к морю длиной в миллионы лет // Журнал Полуостров сокровищ. — 2018. — № 21, 22. Архивировано 30 августа 2023 года.
3. ↑  {{https://www.tourister.ru/world/europe/russia/city/alupka/placeofinterest/24829}}
4. ↑  Александр Лавриненко. Шаан-Кая (еще одна забытая гора) // Mountain.RU. — 2000. Архивировано 30 августа 2023 года.
5. ↑  Шаан Кая. Первопрохождение. 1966 г. risk.ru (23 декабря 2011). Дата обращения: 31 августа 2023. Архивировано 31 августа 2023 года.
6. ↑  Павлотос В. П. Рождены, чтоб сказку сделать… // Полвека в кино. — Симферополь: ИТ «Ариал». — 312 с. — ISBN 978-966-2372-55-7.
7. ↑  Покорение горы Шаан-Кая - это случилось полвека назад. yalta-24.ru свидетельство о регистрации ИА №ФС 77-75537 от 19.04.2019 (22 ноября 2016). Дата обращения: 31 августа 2023. Архивировано 30 августа 2023 года.